# Menace dans les négociations
La menace est un outil couramment utilisé pour faire avancer une négociation entre deux parties. La théorie des jeux peut constituer un outil efficace d’analyse de ce phénomène.
Thomas Schelling a particulièrement étudié les phénomènes de négociations en temps de conflits et à ce titre, a un apport particulièrement intéressant sur la question de la menace dans les négociations.

## L’apport de la théorie des jeux

### Négociation et Théorie des jeux
La négociation a pour but d’aboutir à un accord entre deux parties montrant des incompatibilités d’intérêt. Elle constitue un jeu de confrontation entre les acteurs.
En tant que série des décisions stratégiques des acteurs, la négociation peut être analysée par le biais de la théorie des jeux. En effet, cette dernière est un « outil pour faciliter la compréhension des situations d’interaction entre des décideurs (agents, joueurs) rationnels ».
Par nature la négociation est un jeu non-coopératif. Elle peut également être un jeu répété ou non répété.
Chaque étape du jeu peut-être un jeu séquentiel ou un jeu simultané. Le cas où un agent fait une première proposition et qu’un autre y répond correspond au jeu séquentiel. En outre, si les deux acteurs proposent en même temps leurs avis, on tombe dans la catégorie du jeu simultané. Dans la réalité, la négociation est principalement un jeu séquentiel.
Illustration d’un jeu de négociation séquentiel
Le jeu est illustré sous forme extensive.
Prenons le cas simple d’une négociation entre des salariés (S) et leur employeur (E).
Les salariés initient la négociation, l’employeur répond.
Les salariés souhaitent négocier une augmentation de salaire de +5 au total et coutera donc -5 à l’employeur.
Sur le schéma : (x,y) représente les gains du jeu, x gain de S et y gain de E.
E va refuser l’augmentation (préfère un gain de 0 à -5).
Soit la négociation s’arrête après le refus d’augmentation des employeurs, soit un nouveau jeu reprend, avec une nouvelle proposition des salariés.
Que ce soit dans les jeux séquentiels ou simultanés, l’information est souvent incomplète. En effet, au moins un joueur ne connaît pas le gain de sa décision. En revanche, l’information est parfaite parce que normalement chaque joueur a fait part des décisions prises dans le passé et donc l’autre joueur peut clairement voir les décisions passées de son interlocuteur.
Parmi les caractéristiques du jeu de la négociation, deux facteurs « la répétition des jeux » et « l’asymétrie d’information» nous amènent aux questions de la réputation, de la menace, et de la crédibilité.

### Menace et Théorie des jeux
En théorie des jeux, il existe souvent une stratégie optimale (un équilibre) parmi les décisions possibles d’un jeu. Des éléments peuvent influencer cet équilibre, tels une menace proférée par l’un des acteurs. On ne peut pas dissocier la notion de menace avec la crédibilité de celle-ci. En effet, une menace ne pourra être convaincante que si l’autre partie y croit et qu’il est possible qu’elle soit exécutée. La menace sera crédible si le gain dans le jeu suivant ou en cours change à la suite de la mise en exécution de celle-ci.
Ainsi, une menace pourra rendre une décision possible inappropriée du fait de la non -crédibilité de la menace opérée par un acteur pour ce choix.
Dans le cas d’un jeu répété, la question se pose de savoir si la menace fait craindre pour le coup d’après. Pour que la menace soit crédible il faut qu’il y ait la possibilité de proférer un coup après.
Illustrations de la crédibilité de la menace en négociation
- Reprenons l’exemple de la partie précédente.

On ajoute un élément dans la négociation qui est la menace de grève des salariés s’ils n’obtiennent pas satisfaction.
Considérons qu’entrer en grève coûtera 1 aux salariés (perte de salaires) et 7 à l’employeur (perte de production).
Dans ce cas, la menace de grève n’est pas crédible, E va préférer refuser car il sait que les salariés ne feront pas grève malgré cette menace (les salariés préfèrent 0 à -1) et ceci malgré le fait que potentiellement en refusant E perdra plus (-7) qu’en acceptant l’augmentation (-5).
- Considérons maintenant qu’entrer en grève fera gagner +2 aux salariés (et toujours en tenant compte d’une perte de salaire de -1). L’employeur a toujours une perte dans ce cas de -7 (perte de production).

Le gain de +2 peut correspondre à la valeur acquise au titre de la réputation des salariés dans leur engagement à faire grève si l’on suppose qu’il y aura des négociations futures (cas d’un jeu répété).
La menace de grève devient alors crédible. S préférera 1 à 0 en cas de refus des employeurs. La menace de grève des salariés devient alors un élément déterminant dans la négociation.
E va préférer un gain de -5 à -7 et théoriquement accepter la demande d’augmentation de salaire.
Ces exemples simples illustrent ce que peut apporter la menace dans le cadre d’une négociation. La valorisation des gains liée à l’exécution de la menace est souvent l’étape la plus difficile dans la description du jeu.
Les jeux présentés ci-dessus partaient de l’hypothèse d’une information complète des joueurs (c’est-à-dire que les deux acteurs connaissaient la structure du jeu et notamment l’ensemble gains associés). Cependant, le jeu peut se complexifier si l’un des joueurs ne connait pas l’ensemble des gains (ce qui peut être le cas pour la valeur que les salariés accordent à la réputation ou la valeur associée à la perte de production de l’employeur). Le jeu est alors en information incomplète.

## L’apport de Thomas Schelling
Schelling a apporté des éléments intéressants à la théorie de la négociation à partir d’éléments de la théorie des jeux notamment dans son ouvrage Stratégie du Conflit.

### Notion de «coups»
Dans le cas où la négociation est vue comme un jeu à somme nulle, Schelling énumère différents éléments qui conditionnent le résultat de la négociation.
Parmi ceux-ci, on peut citer le « mécanisme de négociations », les « principes et les précédents », la « menace » et la « promesse ».
Le « mécanisme de négociations » recouvre des facteurs tels la possibilité de « faire circuler de fausses informations », la « limitation du temps de négociation »,…
Les « principes et les précédents » consistent à tenir compte des engagements crédibles passés.
Les notions de « menace » et « promesse » seront développées ci-après.
Ces éléments sont regroupés par Schelling sous la notion de « coups » qui sont des actions, des moyens qui modifient irréversiblement le jeu.
En ce qui concerne la menace, Schelling dit que  « La menace consiste pour l’adversaire à une restriction des choix possibles »  mais, il ajoute, et c’est là un de ses apports important, que la particularité de la menace est qu’elle force la partie menaçante à se contraindre elle-même. La formulation d’une menace par un des négociateurs correspond à la question suivante : « comment, pour obtenir un effet recherché, peut-on s’obliger à l’avance à exécuter un acte que l’on préférerait ne pas avoir à accomplir ? ».
Ainsi, si la menace est mise à exécution, il n’est pas sûr que la partie menaçante ne perde pas quelque chose. C’est aussi ce qui constitue le paradoxe de la crédibilité de la menace, l’optimum étant que la menace serve d’elle-même à persuader l’autre partie sans que la partie menaçante soit amenée à agir.

### Engagement et menace
Schelling ajoute que l’énoncé d’une menace est lié à la notion d’engagement « l’efficacité de la menace s’explique par l’engagement qui la sous-tend ». Pour montrer l’engagement pris dans la menace il faut à la fois que la partie montre qu’elle a de bonnes raisons de la mettre à exécution mais aussi qu’elle le fera le cas échéant.
Schelling précise également que dans les situations de menace, comme dans celle d’une négociation, les engagements des parties ne sont pas forcément clairs. Chaque partie ne peut pas estimer exactement les coûts et valeurs des actions menées par l’autre partie en exécution de la menace. Le processus d’engagement doit être progressif et acquérir de la fermeté au fil des actions menées.
Enfin, Schelling expliquent que les « coups », « menace » et « promesse », recouvrent deux aspects d’une même réalité. La promesse est en fait l’inverse d’une menace. La différence entre les deux est une question de formulation : l’énonciation d’une menace prend une consonance négative alors que celle de la promesse a une consonance positive. Là encore, Schelling précise que la notion de promesse ne peut être dissociée de celle de l’engagement.

## Exemple: la négociation syndicale à la SNCF
La négociation entre syndicats et direction à la SNCF est un exemple qui permet d’illustrer beaucoup de concepts de théorie des jeux utilisés dans un jeu de négociation. La menace de grève est un outil qui intervient régulièrement dans ce cadre.

### Le cadre des négociations salariales au sein de la SNCF
Si les rapports sociaux sont dans leur ensemble marqués par ce phénomène, ceux de la SNCF sont particulièrement médiatisés.
En outre, compte tenu du caractère central de l’activité de la SNCF pour des millions de Français – c’est-à-dire la possibilité de se déplacer sur le territoire national, notamment pour se rendre à son travail – la menace de grève au sein de l’entreprise est prise particulièrement au sérieux et très redoutée tant par la direction que par les gouvernements. À titre d’exemple, les grèves de 1995 en France, entraînant un blocage du trafic ferroviaire pendant plus de trois semaines se sont soldés par le recul du Gouvernement Juppé sur les réformes proposées.

### Un cadre dominé par un jeu répété
D’une manière générale, le cadre social à la SNCF est dominé par l’enchaînement de négociations sur divers sujets propres à son fonctionnement comme les cadences de travail, le service minimum ou la réforme fret. On se situe donc clairement dans le cadre d’un jeu répété où syndicats et direction se retrouvent régulièrement autour de la table. Le sujet abordé, mobilisant plus ou moins les salariés et l’état du climat social du moment sont des facteurs influençant le cadre de la négociation et diffèrent donc d’un jeu à l’autre.

### Crédibilité de la menace de grève
À cette question de jeu répété rejoint la question de la crédibilité de la menace. En effet, les acteurs peuvent se baser sur le passé pour évaluer cette crédibilité des autres parties prenantes. Ainsi, si les syndicats mettent systématiquement à exécution leur menace de grève lorsqu’ils ne sont pas écoutés dans leurs revendications, la direction sera dans le futur d’autant plus vigilante qu’elle juge alors crédible la menace de grève des syndicats.
Pareillement, dans les hypothèses où la direction passerait en force sur un projet, où elle accepterait de facto une grève dure et longue, où enfin elle finirait par faire plier les syndicats, ces derniers ressortiraient très affaiblis et les relations sociales au sein de l’entreprise s’en trouveraient profondément modifiées.
Par exemple, les cadences et les horaires de travail sont généralement des questions sensibles. Ainsi en 2008, la réforme du fret qui visait notamment à allonger les horaires de nuit des conducteurs a suscité une forte opposition des syndicats conduisant la direction à renoncer à son projet en décembre
. La menace et la crédibilité des syndicats ont ici pleinement joué. On retrouve ce syndrome dans le conflit qui opposa Margaret Thatcher aux syndicats des mineurs au début des années 1980. Celle-ci sortit victorieuse d’une grève longue et très marquée ce qui lui permit par la suite de bénéficier d’une crédibilité très forte dans sa volonté de faire aboutir ses réformes. (cf Grève des mineurs britanniques de 1984-1985)

### Une information incomplète et parfaite
Dans ce type de jeu, l’état de l’information entre les partenaires sociaux fait penser que l’on se trouve en situation d’information incomplète et parfaite.
En effet, les relations entre direction et syndicats semblent assez naturellement prendre place dans un cadre d’information incomplète puisque chacun garde à sa disposition une partie de l’information afin de ménager ou de tromper l’adversaire. Ainsi la direction ne révèle généralement pas l’intégralité de ses projets ou arrière-pensées et surtout elle a tendance à minimiser les effets pervers qu’ils peuvent comporter. Par exemple, sur la réforme fret, la direction a proposé l’allongement de la durée du temps de conduite la nuit afin d’accroître la productivité. Les syndicats ont aussitôt accusé la direction de vouloir ouvrir une brèche pour généraliser par la suite ces nouveaux horaires au trafic voyageur.
Pareillement, les syndicats ne font pas nécessairement état de la mobilisation potentielle de leur base, surtout dans les cas où cette dernière s’avère être peu encline à entrer en grève. En effet, il y va de la crédibilité de la menace de ne pas faire état de cette mobilisation.
En revanche, dans la perspective d’un jeu répété, on se trouve en situation où l’information est parfaite puisque chaque acteur est parfaitement informé des actions passées. En effet, direction et syndicats savent précisément quelles décisions ont été prises lors des négociations précédentes ainsi que les conséquences qui en ont découlé.

### Entre jeu coopératif et jeu non coopératif
Il s’agit de se demander si les syndicats cherchent ou non à coopérer avec la direction dans la réalisation des projets. Jusqu'à maintenant, on s’est placé dans une perspective de conflit entre les parties prenantes mais il est vrai que la réalité est différente concernant certains projets sur lesquels une entente peut se dégager entre direction et syndicats. En réalité, on touche ici au positionnement des centrales syndicales. Certaines sont ainsi qualifiées de réformistes quand d’autres sont désignées comme jusqu’au-boutistes. Évidemment, on ne peut pas ranger catégoriquement un syndicat dans telle ou telle catégorie et le positionnement de ceux-ci dépend avant tout du projet débattu.
Il apparaît néanmoins avec l’expérience que si certains syndicats comme la CFDT ou l’UNSA s’inscrivent davantage dans une logique coopérative avec la direction, d’autres comme la CGT  ou surtout SUD  sont plus enclins à engager le bras de fer.
Ainsi compte tenu de leur positionnement culturel et de leur poids au sein du Comité d’entreprise, les syndicats n’ont pas nécessairement la même crédibilité dans le processus de menace de grève. On peut ainsi penser que la CFDT est par exemple moins redoutée par la direction que la CGT qui possède 40 %[Quand ?] des sièges au sein du Comité d’entreprise.